# Élection pontificale de 1124
L'élection pontificale de 1124 est celle par laquelle les cardinaux de l'Église catholique élisent le successeur de Calixte II, mort le 12 décembre 1124 : l'élu est le cardinal Lamberto Scannabecchi, qui devient pape sous le nom de Honorius II.

## Contexte
Le fait le plus important du règne du pape français Calixte II, est l'accord obtenu entre l'empereur Henri V du Saint-Empire et l'Église sur la querelle des Investitures. Ce compromis est inclus dans le concordat de Worms signé le 23 septembre 1122. En 1123, Calixte II convoque le premier concile du Latran à la basilique Saint-Jean-de-Latran de Rome, avec près de trois cents évêques et six cents abbés de toute l'Europe, pour entre autres ratifier le concordat de Worms. Ce qui est fait le 27 mars 1123 et par conséquent, n'aurait plus dû être source de conflit, cet accord mettant fin à la querelle des Investitures et sonnant le glas du césaropapisme en Occident. Il s'avère toutefois difficilement applicable, la lutte contre le contrôle laïc de l'Église prend alors d'autres formes mais ne disparaît pas.
Calixte II meurt à Rome, siège des États pontificaux, le 13 décembre 1124 (ou le 14) à l'âge de 74 ans, après cinq ans de pontificat. Il est inhumé dans la basilique Saint-Jean-de-Latran.

## Cardinaux-électeurs
Les informations nous sont connues grâce à Onuphrio Panvinio, rédacteur à la bibliothèque du Vatican au milieu du XVIe siècle qui ayant accès aux documents originaux, a rédigé son ouvrage Pontificum Romanorum (Venetiis 1557), dans lequel il déclare qu'il y avait cinquante-trois cardinaux qui ont participé à l'« élection » d'HonoriusII le 15 décembre ou le 21 décembre (p. 94-95).
Cette liste est en réalité la liste des cardinaux vivants en décembre 1124.

## Résultat
Tous les cardinaux étaient convenus qu'ils procéderaient à l'élection au troisième jour après la mort du pape Calixte II, c'est-à-dire le 15 ou 16 décembre (selon la date considérée pour la mort de Calixte II). Donc le 15 décembre 1124, les cardinaux présents à Rome, dont la liste précise n'est pas connue, se réunissent pour élire le pape. Les événements sont racontés par Pandulphus de Pise dans son ouvrage Vita Honorii Papae II.
Les cardinaux élisent à l'unanimité l'un des leurs, le cardinal-prêtre Teobaldo Boccapecora, ami de la puissante famille romaine Pierleoni, pour succéder à Calixte II. Il prend le nom de Célestin II. Il était déjà âgé et son élection venait après l'échec d'un candidat de compromis entre plusieurs partis rivaux. Dès le lendemain, cependant, alors qu'il assiste à un Te Deum en présence des cardinaux, il est attaqué et violenté par des hommes de la famille Frangipani, autre puissant clan romain.
Lamberto Scannabecchi, cardinal d'Ostie depuis 1117, nommé cardinal par le pape Pascal II et proche des papes Gélase II et Callixte II, est alors proclamé pape sous le nom d'Honorius II par les agitateurs. Il était connu pour avoir été envoyé comme légat auprès de l'empereur Henri V en 1119 pour obtenir l’accord sur la querelle des Investitures, accord qui a amené le concordat de Worms.
Blessé et choqué, Célestin renonce alors au trône pontifical, lâché par les Pierleoni, qui sont « indemnisés ». Le sort ultérieur de Célestin reste inconnu. Honorius II est ensuite élu régulièrement pape le 21 décembre 1124 et couronné le jour même.